# Königsfeld (Sachsen)

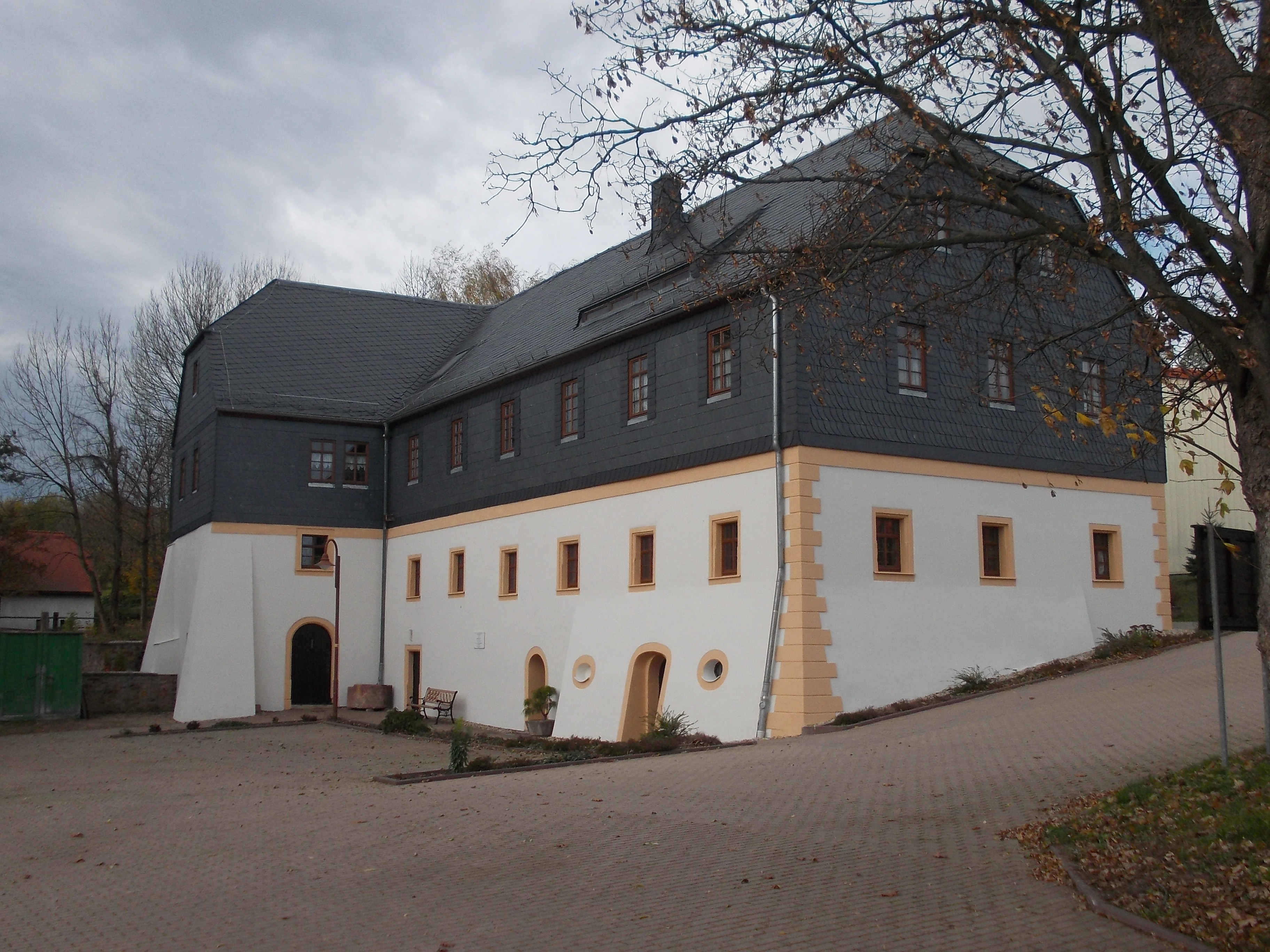
Rat- und Bürgerhaus

Königsfeld ist eine Gemeinde im sächsischen Landkreis Mittelsachsen. Sie ist Teil der Verwaltungsgemeinschaft Rochlitz mit Sitz in der gleichnamigen Stadt.

## Geographie

### Geographische Lage
Königsfeld liegt im Nordwesten des Landkreises Mittelsachsen, westlich des Tales der Zwickauer Mulde im Mittelsächsischen Hügelland. Die Gemeinde befindet sich ca. 3 km östlich von Geithain und 2 km westlich von Rochlitz.

### Nachbarorte
| Bad Lausick | Colditz                                     |          |
| Geithain    | Kompassrose, die auf Nachbargemeinden zeigt | Zettlitz |
|             | Rochlitz                                    |          |

### Ortsgliederung
Zur Gemeinde gehören folgende Ortsteile:
| - Doberenz - Haide - Königsfeld mit Neukönigsfeld - Köttwitzsch - Leupahn - Leutenhain | - Schwarzbach - Seupahn - Stollsdorf - Weiditz - Weißbach |

## Geschichte

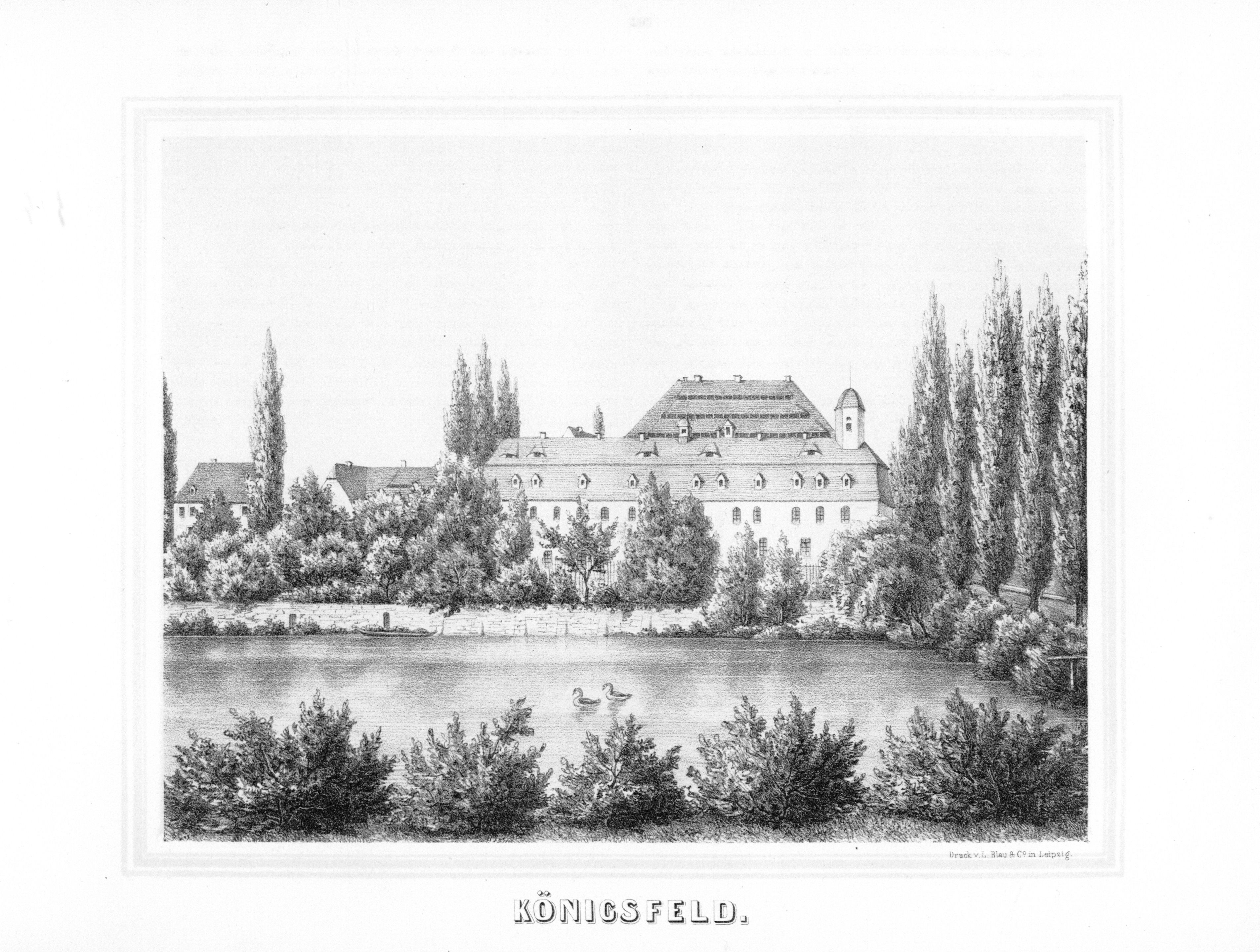
Ehemaliges Rittergut Königsfeld

Das Platzdorf Königsfeld wurde erstmals im Jahr 1273 unter Nennung eines Herrensitzes des Heinrich v. Konigswalde (wohl Konigsvelde) bzw. im Jahr 1280 unter Nennung des Heinricus de Kunigesvelt erwähnt. Die Dorfkirche Königsfeld wurde bereits im Jahr 1334 erwähnt. Im Jahr 1352 wurden die Herren von Bünau mit Königsfeld belehnt. Vier Jahre später ging der Herrensitz an die Herren von Colditz. Im Jahr 1392 wurde in Königsfeld ein Rittersitz genannt. Dieser übte auch die Grundherrschaft über den Ort Königsfeld aus. Markgraf Wilhelm I. von Meißen verkaufte im Jahr 1398 dem Ritter Johann von Schleinitz die Burg „castrum Konigisfeld“. Im Jahr 1404 erhielt er sie zurück. Als weitere Besitzer des Rittergutes sind seit dem 16. Jahrhundert die Familien von Ende (ab 1531), von Einsiedel (ab 1641) und ab 1659 Hans Ernest von Pistoris bekannt. Über dessen Tochter, die in die Familie von Ende eingeheiratet hatte, kam das Rittergut Königsfeld im Jahr 1669 wieder in den Besitz dieser adligen Familie. Bereits im Jahr 1618 wurde das zum Rittergut Königsfeld gehörige Vorwerk Köttwitzsch durch Georg Heinrich von Ende erbaut und als Schäferei genutzt. Auch das zum Rittergut Königsfeld gehörige Vorwerk Haide wurde im Jahr 1618 erbaut. wurde im Jahr 1618 erbaut. Der Gerichtsbarkeit des Ritterguts unterstanden ganz oder teilweise die Dörfer Königsfeld, Doberenz, Frauendorf, Hermsdorf, Köttwitzsch, Narsdorf, Oberfrankenhain, Stollsdorf, Weiditz, Weißbach und Wickershain. Das Rittergut Königsfeld gelangte nach einer Versteigerung im Jahr 1740 an die Familie von Zanthier und anschließend im Jahr 1764 an die Familie Sahrer von Sahr. Ab 1803 gehörte es der Familie von Nitzschwitz. Mehrere Gutsherren waren als Kreishauptmänner für den Leipziger Kreis tätig.
Königsfeld gehörte bis 1856 zum kursächsischen bzw. königlich-sächsischen Amt Rochlitz. Heinrich Constantin von Nitzschwitz trat 1849 die Patrimonialgerichtsbarkeit an den Staat ab. Bei den im 19. Jahrhundert im Königreich Sachsen durchgeführten Verwaltungsreformen wurden die Ämter aufgelöst. Dadurch kam Königsfeld im Jahr 1856 unter die Verwaltung des Gerichtsamts Rochlitz und 1875 an die neu gegründete Amtshauptmannschaft Rochlitz. Einen wirtschaftlichen Aufschwung nahmen im 19. Jahrhundert die Steingutfabrik mit der neu gegründeten Siedlung Neukönigsfeld und die Pferdezucht. 1910 gelangte das Rittergut in den Besitz der Grafen zu Münster, die durch die Bodenreform in der Sowjetischen Besatzungszone ab 1945 enteignet wurden. Anschließend wurde das Rittergut aufgeteilt und das Schloss im Jahr 1948 abgerissen. Neben dem Schlosskeller blieb das Wirtschaftsgebäude erhalten, das nach seiner Sanierung im Jahr 2002 als Rats- und Bürgerhaus der Gemeinde Königsfeld genutzt wird.
Durch die zweite Kreisreform in der DDR im Jahr 1952 wurde die Gemeinde Königsfeld dem Kreis Rochlitz im Bezirk Chemnitz (1953 in Bezirk Karl-Marx-Stadt umbenannt) angegliedert, der ab 1990 als sächsischer Landkreis Rochlitz fortgeführt wurde und 1994 im Landkreis Mittweida bzw. 2008 im Landkreis Mittelsachsen aufging. Zwischen 1978 und 1984 entstand die Talsperre Königsfeld nördlich des Ortsteils Doberenz.

### Eingemeindungen
| Ehemalige Gemeinde | Datum      | Anmerkung                      |
| ------------------ | ---------- | ------------------------------ |
| Doberenz           | 01.07.1950 |                                |
| Haide              | vor 1875   |                                |
| Köttwitzsch        | 01.01.1994 |                                |
| Leupahn            | 20.06.1957 | Eingemeindung nach Leutenhain  |
| Leutenhain         | 01.03.1994 |                                |
| Neukönigsfeld      | 01.10.1935 |                                |
| Schwarzbach        | 01.01.1994 |                                |
| Seupahn            | 01.01.1952 | Eingemeindung nach Schwarzbach |
| Stollsdorf         | 01.07.1950 | Eingemeindung nach Köttwitzsch |
| Weiditz            | 01.07.1965 | Eingemeindung nach Schwarzbach |
| Weißbach           | 01.07.1950 |                                |

## Politik

### Gemeinderat
Nach der Gemeinderatswahl am 9. Juni 2024 wurden die 11 Sitze wie folgt aufgeteilt:
- Wählervereinigung FF Königsfeld/Schwarzbach: 6 Sitze
- AfD: 1 Sitz (ein Sitz bleibt mangels Bewerber unbesetzt)
- Zukunft der Bürger: 1 Sitz
- Wählervereinigung Doberenz: 1 Sitz
- Wählervereinigung Christlicher Bürger: 1 Sitz

| Gemeinderat ab 2024Insgesamt 11 Sitze - WV FF: 6 - ZdB: 2 - WV D: 1 - WV CB: 1 - AfD: 1 Ein AfD-Sitz bleibt mangels Bewerber unbesetzt. Der Gemeinderat verkleinert sich entsprechend. | Liste                                        | 2024   | 2024   | 2019   | 2019   | 2014   | 2014   |
| Gemeinderat ab 2024Insgesamt 11 Sitze - WV FF: 6 - ZdB: 2 - WV D: 1 - WV CB: 1 - AfD: 1 Ein AfD-Sitz bleibt mangels Bewerber unbesetzt. Der Gemeinderat verkleinert sich entsprechend. | Liste                                        | Sitze  | in %   | Sitze  | in %   | Sitze  | in %   |
| Gemeinderat ab 2024Insgesamt 11 Sitze - WV FF: 6 - ZdB: 2 - WV D: 1 - WV CB: 1 - AfD: 1 Ein AfD-Sitz bleibt mangels Bewerber unbesetzt. Der Gemeinderat verkleinert sich entsprechend. | Wählervereinigung FFW Königsfeld/Schwarzbach | 6      | 45,0   | 6      | 43,0   | 6      | 41,2   |
| Gemeinderat ab 2024Insgesamt 11 Sitze - WV FF: 6 - ZdB: 2 - WV D: 1 - WV CB: 1 - AfD: 1 Ein AfD-Sitz bleibt mangels Bewerber unbesetzt. Der Gemeinderat verkleinert sich entsprechend. | AfD                                          | 1      | 16,2   | 1      | 10,3   | –      | –      |
| Gemeinderat ab 2024Insgesamt 11 Sitze - WV FF: 6 - ZdB: 2 - WV D: 1 - WV CB: 1 - AfD: 1 Ein AfD-Sitz bleibt mangels Bewerber unbesetzt. Der Gemeinderat verkleinert sich entsprechend. | Zukunft der Bürger                           | 2      | 15,5   | 1      | 13,2   | –      | –      |
| Gemeinderat ab 2024Insgesamt 11 Sitze - WV FF: 6 - ZdB: 2 - WV D: 1 - WV CB: 1 - AfD: 1 Ein AfD-Sitz bleibt mangels Bewerber unbesetzt. Der Gemeinderat verkleinert sich entsprechend. | Wählervereinigung Doberenz                   | 1      | 12,0   | 1      | 9,4    | 2      | 15,2   |
| Gemeinderat ab 2024Insgesamt 11 Sitze - WV FF: 6 - ZdB: 2 - WV D: 1 - WV CB: 1 - AfD: 1 Ein AfD-Sitz bleibt mangels Bewerber unbesetzt. Der Gemeinderat verkleinert sich entsprechend. | Wählervereinigung Christlicher Bürger        | 1      | 11,3   | 1      | 12,6   | 2      | 17,8   |
| Gemeinderat ab 2024Insgesamt 11 Sitze - WV FF: 6 - ZdB: 2 - WV D: 1 - WV CB: 1 - AfD: 1 Ein AfD-Sitz bleibt mangels Bewerber unbesetzt. Der Gemeinderat verkleinert sich entsprechend. | CDU                                          | –      | –      | 1      | 11,5   | –      | 3,9    |
| Gemeinderat ab 2024Insgesamt 11 Sitze - WV FF: 6 - ZdB: 2 - WV D: 1 - WV CB: 1 - AfD: 1 Ein AfD-Sitz bleibt mangels Bewerber unbesetzt. Der Gemeinderat verkleinert sich entsprechend. | WV Weißbach                                  | –      | –      | –      | –      | 1      | 13,2   |
| Gemeinderat ab 2024Insgesamt 11 Sitze - WV FF: 6 - ZdB: 2 - WV D: 1 - WV CB: 1 - AfD: 1 Ein AfD-Sitz bleibt mangels Bewerber unbesetzt. Der Gemeinderat verkleinert sich entsprechend. | Zukunft Schwarzbach                          | –      | –      | –      | –      | 1      | 8,7    |
| Gemeinderat ab 2024Insgesamt 11 Sitze - WV FF: 6 - ZdB: 2 - WV D: 1 - WV CB: 1 - AfD: 1 Ein AfD-Sitz bleibt mangels Bewerber unbesetzt. Der Gemeinderat verkleinert sich entsprechend. | Wahlbeteiligung                              | 73,0 % | 73,0 % | 68,2 % | 68,2 % | 56,5 % | 56,5 % |

### Bürgermeister
| Wahl | Bürgermeister | Vorschlag                  | Wahlergebnis (in %) |
| ---- | ------------- | -------------------------- | ------------------- |
| 2020 | Frank Ludwig  | FFW Königsfeld/Schwarzbach | 98,4                |
| 2013 | Frank Ludwig  | FFW Königsfeld/Schwarzbach | 99,7                |
| 2006 | Frank Ludwig  | FFW Königsfeld/Schwarzbach | 78,4                |
| 2001 | Klaus Zschage | Zschage                    | 92,9                |

## Kultur und Sehenswürdigkeiten

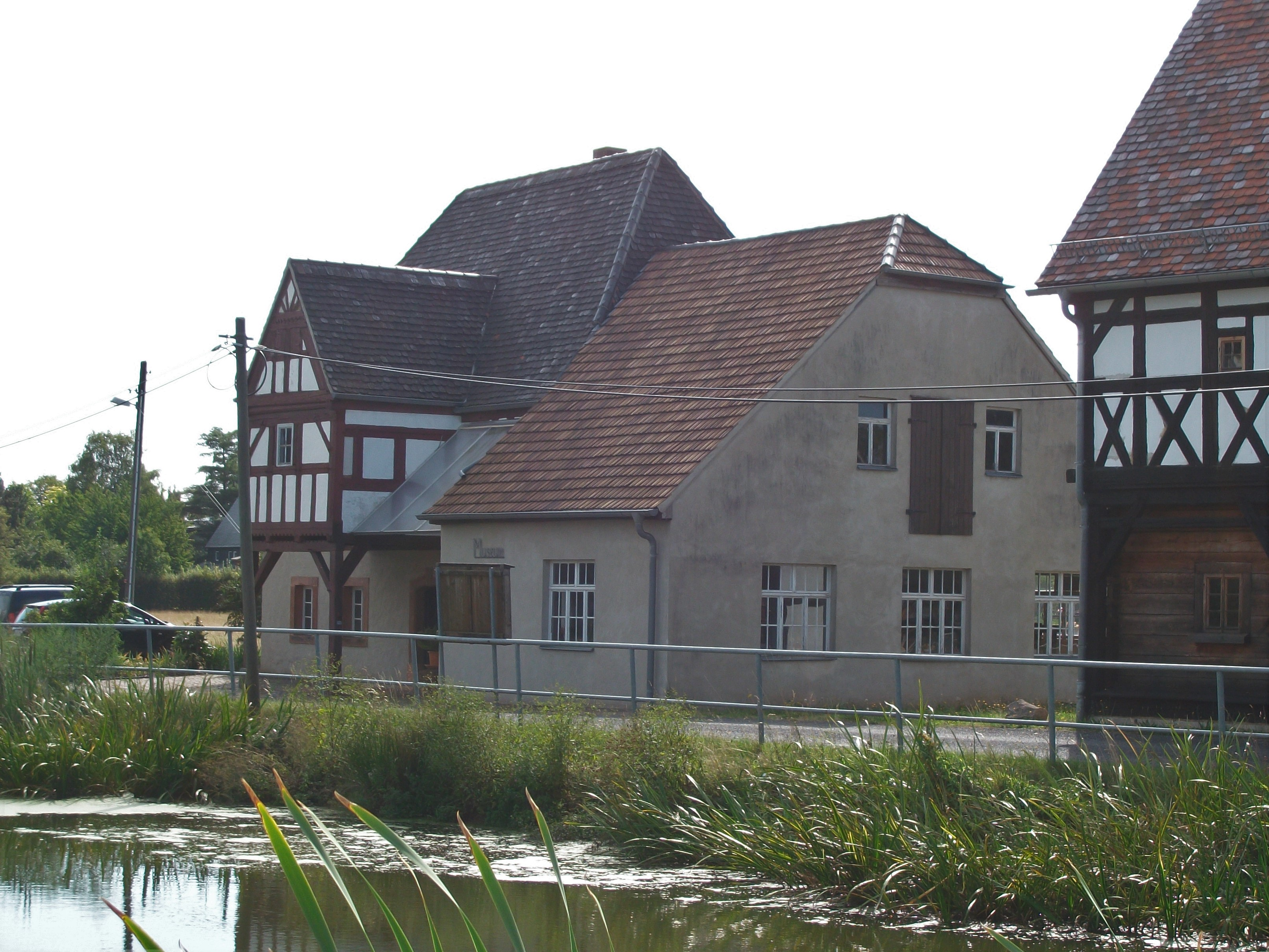
Translozierte Königsfelder Schmiede im Museum Schwarzbach

- siehe auch: Liste der Kulturdenkmale in Königsfeld

- Tal der Zwickauer Mulde
- Rochlitzer Berg

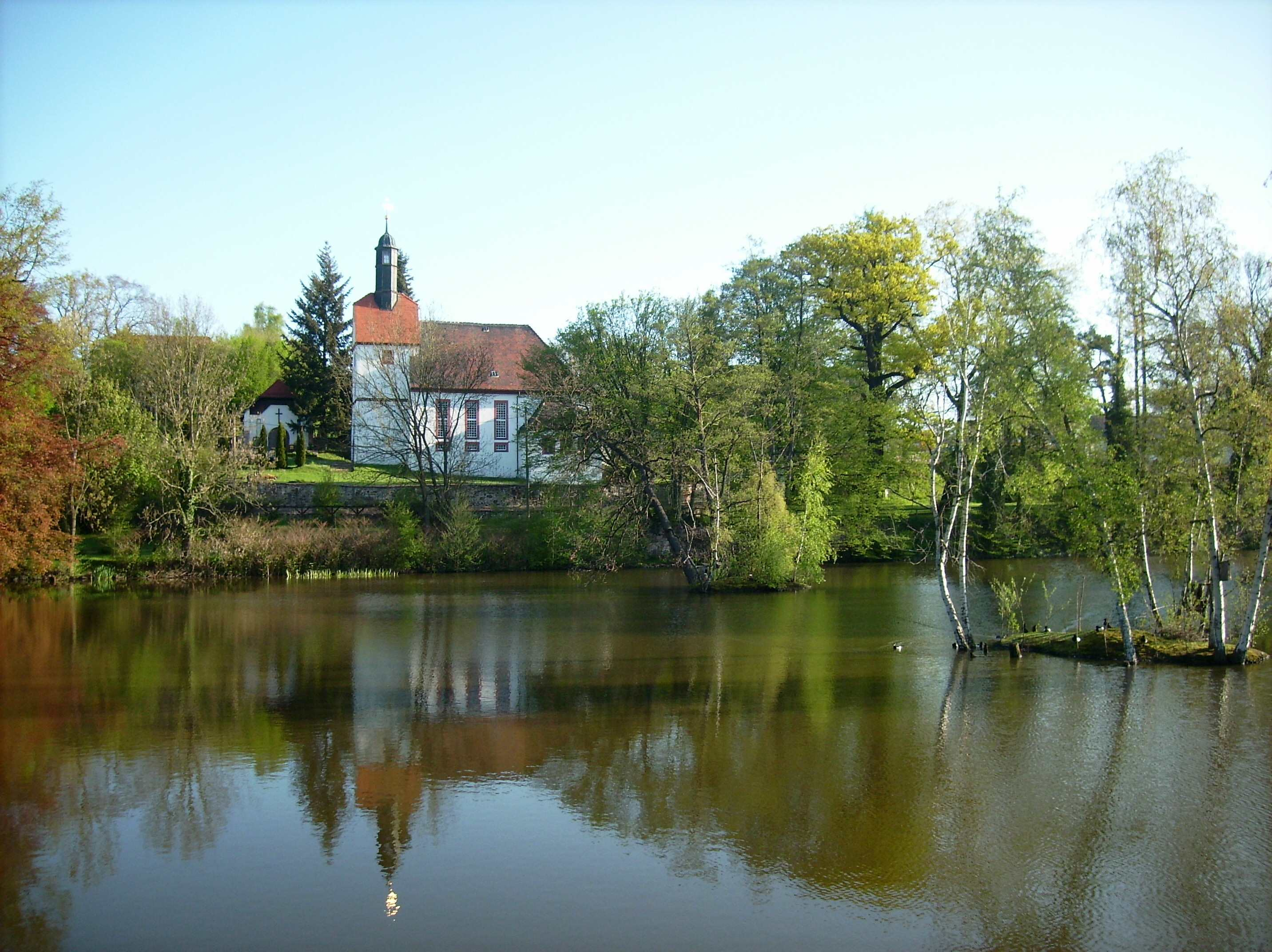
Blick zur Königsfelder Kirche

- Königlich-sächsischer Meilenstein an der B 7 / S 49 im OT Königsfeld
- Museum für Volksarchitektur und bäuerliche Kultur im Ortsteil Schwarzbach[16]
- Kirche Königsfeld
- Kirche Schwarzbach

## Verkehrsanbindung
Durch den Süden der Gemeinde führt die B 7 und im Osten verläuft die B 107. Der nächste Bahnhof liegt in Geithain an den Bahnstrecken Neukieritzsch–Chemnitz und Leipzig–Geithain. Der ehemals bedeutende Eisenbahnknoten Rochlitz mit den Bahnstrecken Glauchau–Wurzen, Rochlitz–Penig und Waldheim–Rochlitz existiert nicht mehr, mit Einstellung der Bahnstrecke Rochlitz–Penig wurde auch der Haltepunkt (frühere Haltestelle) Köttwitzsch geschlossen.

## Persönlichkeiten
- Gottlieb Aenetius  (1574–1631), Physiker
- Christian Chemnitz (1615–1666), lutherischer Theologe
- Johann Heinrich Ernesti (1652–1729), Pädagoge
- Christoph Gotthelf König (1765–1832), geboren in Schwarzbach, Rektor der Fürstenschule Meißen
- Thomas Küttler (1937–2019), lutherischer Theologe